# Typostola pilbara
Typostola pilbara là một loài nhện trong họ Sparassidae.
Loài này thuộc chi Typostola. Typostola pilbara được Arthur Stanley Hirst miêu tả năm 1999.